# Ducula brenchleyi
Ducula brenchleyi là một loài chim trong họ Columbidae.